# Plymouth Volaré
Plymouth Volaré – samochód osobowy klasy wyższej produkowany pod amerykańską marką Plymouth w latach 1975 – 1980.

## Historia i opis modelu

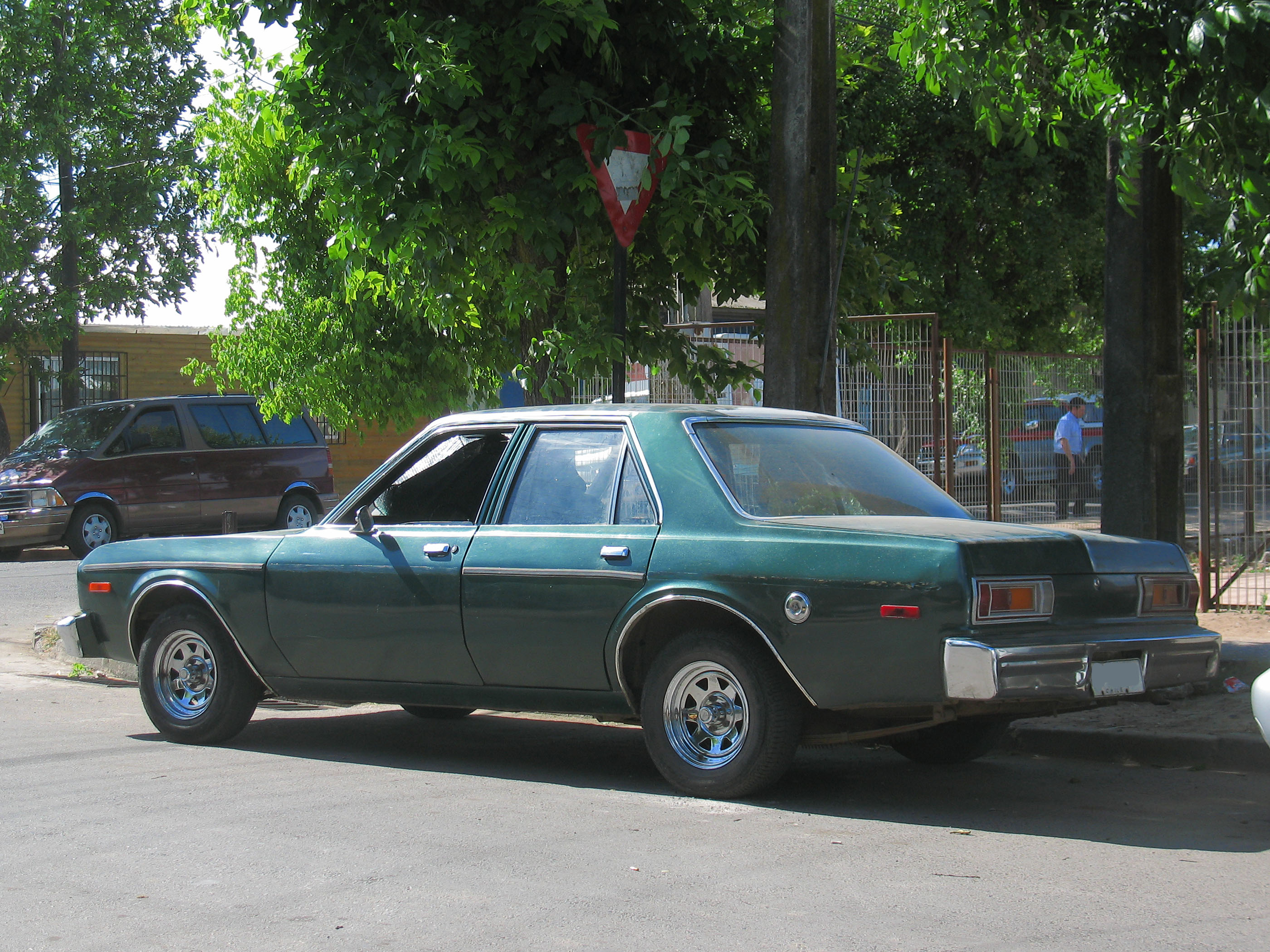
Plymouth Volaré - tył

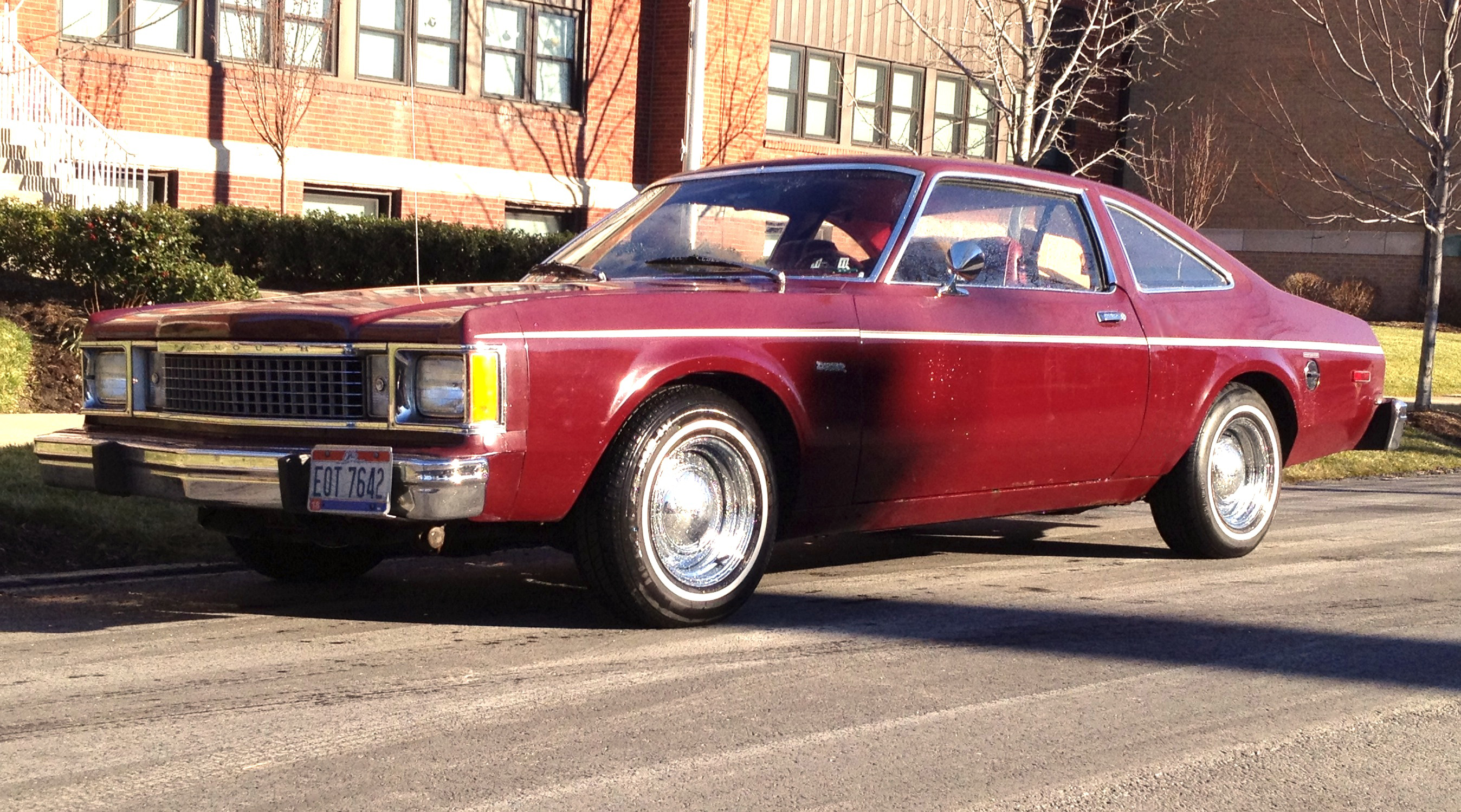
Plymouth Volaré Duster

Aspen został oparty na płycie podłogowej F-body koncernu Chrysler razem z bliźniaczym Dodge Aspen. W dotychczasowej ofercie Plymoutha zastąpił linię modelową Valiant. Samochód dostępny był jako:4-drzwiowy sedan, 5-drzwiowe kombi oraz 2-drzwiowe coupé.
Do napędu używano benzynowych silników R6 o pojemności 3,7 l oraz V8 o pojemności 5,2 oraz 5,9 l. Moc przenoszona była na oś tylną poprzez 3-biegową automatyczną bądź 3- lub 4-biegową manualną skrzynię biegów. Samochód został zastąpiony przez model Reliant.

### Wersje wyposażeniowe
- Base
- Custom
- SE
- R/T

### Silniki
- R6 3,7 l
- V8 5,2 l
- V8 5,9 l